# 比利時航空548號班機空難
比利时航空548班機，于当地时间1961年2月15日10:05（2月15日09:05 UTC）在比利时的布鲁塞尔机场附近坠毁，机上全体61名乘客和11名机组成员以及地面一人遇难。由于遇难乘客中包括正前往捷克斯洛伐克的布拉格参加当年世界花样滑冰锦标赛的美国国家花样滑冰队全体18名运动员和16名随行人员，这场空难被广泛纪念。

## 事故经过
这架飞机是1959年出厂的波音707-329型，属比利时国营航空公司（首字母缩写SABENA，中文简称比利时航空），于美国当地时间1961年2月14日19:30（2月15日00:30 UTC）从纽约市的肯尼迪国际机场起飞，目的地是比利时的布鲁塞尔国际机场，航班编号548。从启程到飞跃大西洋，飞机都无任何异常。在接近目的地布鲁塞尔国际机场的20号跑道时，发动机突然增加功率，飞机向上爬升，准备再次尝试降落。根据机场控制塔的工作人员和地面目击者的说法，飞机在机场上空向左盘旋时失去控制，机身明显左倾，最终俯冲地撞上机场旁一个村庄，坠毁后立即起火燃烧，并伴有爆炸声，在此期间机长没有或者无法发出任何求救信号。救援人员火速赶到失事地点时，看到现场一片狼藉，所有72名乘客和机组人员都已无任何生还希望，另有地面一人不幸遇难。至今这起空难的确切起因仍未有定论，一般倾向于机械故障。

## 事故影响
在遇难的乘客中，有18位美国国家花样滑冰队运动员和16名随行人员（详见下文），他们都是为参加当年的世界花样滑冰锦标赛而乘坐该航班从纽约经由布鲁塞尔前往布拉格。这34人的遇难是花样滑冰运动有史以来最惨的悲剧，令整个花样滑冰界感到极为震惊。尽管此后美国花样滑冰协会和捷克斯洛伐克政府都表示希望世锦赛如期举行，国际滑冰联盟执行委员会在慎重讨论和投票后决定取消即将举行的世锦赛，以示对美国同行的悼念。
1961年2月23日，为了遇难的18名美国运动员，一个纪念基金宣告成立。美国花样滑冰协会执行委员会称，该纪念基金不仅用于纪念这些队员，而且将长期用于资助那些有天分的美国花样滑冰运动员。56年来，很多美国花样滑冰运动员都从中受益。
1962年世界花样滑冰锦标赛在捷克斯洛伐克的布拉格补办。

## 遇难的美国国家花样滑冰队全体队员和随行人员名单
- 运动员（18人）：
  - 男子单人滑（3人）：
    - Bradley Lord，21岁，当年美国锦标赛冠军；
    - Gregory Kelley，16岁，当年美国锦标赛亚军；
    - Douglas Ramsay，16岁，当年美国锦标赛第四名；
      - 注：当年美国锦标赛季军Tim Brown因伤退出，Douglas Ramsay得以成行；

  - 女子单人滑（3人）：
    - 勞倫絲·歐文，16岁，当年美国锦标赛冠军，她是双人滑选手瑪麗貝爾·歐文的妹妹；
    - Stephanie Westerfeld，17岁，当年美国锦标赛亚军；
    - Rhode Lee Michelson，17岁，当年美国锦标赛季军；

  - 双人滑（3对）：
    - 瑪麗貝爾·歐文和Dudley Shaw Richards，20岁和29岁，当年美国锦标赛冠军；
    - Ila Ray Hadley和Ray Hadley，18岁和17岁，当年美国锦标赛亚军，他俩是姐弟；
    - Laurie Jean Hickox和William Holmes Hickox，15岁和19岁，当年美国锦标赛季军，他俩是兄妹；

  - 冰舞（3对）：
    - Diane Carol Sherbloom和Dallas "Larry" Pierce，18岁和24岁，当年美国锦标赛冠军；
    - Dona Lee Carrier和Roger Campbell，20岁和18岁，当年美国锦标赛亚军；
    - Patricia Dineen 和Robert Dineen，25岁和25岁，当年美国锦标赛季军，他俩是夫妻；
- 随行人员（16人）：
  - 教练（6人）：
    - 瑪麗貝爾·文森，女，49岁，女子单人滑选手勞倫絲·歐文和双人滑选手瑪麗貝爾·歐文姐妹的母亲和教练；
    - Alvah "Linda" Hadley，女，43岁，双人滑选手Ila Ray Hadley和Ray Hadley两姐弟的母亲和教练；
    - Edi Scholdan，男，49岁，男子单人滑选手Gregory Kelley和女子单人滑选手Stephanie Westerfeld的教练；
    - William Kipp，男，女子单人滑选手Rhode Lee Michelson、冰舞选手Dona Lee Carrier和Roger Campbell的教练；
    - Daniel Ryan，男，32岁，冰舞选手Diane Carol Sherbloom和Dallas "Larry" Pierce的教练；
    - William Swallender，男，52岁，男子单人滑选手Douglas Ramsay的教练；

  - 官员和裁判（4人）：
    - Walter S. Powell，男，81岁，国际滑冰联盟执行委员会委员，世锦赛裁判；
    - Harold Hartshorne，男，69岁，世锦赛裁判；
    - Deane E. McMinn，男，41岁，领队，世锦赛裁判；
    - Edward LeMaire，男，36岁，世锦赛见习裁判；

  - 家属（6人）：
    - Walter S. Powell，女，52岁，冰舞选手Roger Campbell的母亲；
    - Louisa Hartshorne，女，52岁，世锦赛裁判Harold Hartshorne的妻子；
    - Nathalie Kelley，女，男子单人滑选手Gregory Kelley的姐姐；
    - Richard "Dickie" LeMaire，男，13岁，世锦赛见习裁判Edward LeMaire的儿子；
    - James Scholdan，男，12岁，教练Edi Scholdan的儿子；
    - Sharon Westerfeld，女，25岁，女子单人滑选手Stephanie Westerfeld的姐姐。